# Horatio Kitchener
Horatio Herbert Kitchener (ur. 24 czerwca 1850 w Ballylongford, hrabstwo Kerry, zm. 5 czerwca 1916 na zachód od Orkadów) – brytyjski wojskowy, marszałek polny i polityk.
Podczas powstania Mahdiego w Sudanie, po śmierci generała Gordona, dowodził wysłaną z Egiptu ekspedycją, która miała pokonać rebeliantów. 2 września 1898 r. rozbił ich pod Omdurmanem. Potem dowodził siłami brytyjskimi w czasie II wojny burskiej. Powszechnie szanowany i popularny, po wybuchu I wojny światowej wrócił do kraju i został ministrem wojny w liberalnym rządzie Asquitha. Zorganizował szybką rozbudowę armii. Jako jeden z nielicznych polityków i wojskowych przewidywał, że wojna może potrwać kilka lat. Jego wizerunek z „wycelowanym” w widzów palcem wskazującym umieszczono na plakatach Lord Kitchener Wants You, zachęcających Brytyjczyków do wstępowania do wojska. Zginął wskutek zatopienia krążownika pancernego HMS „Hampshire” przez niemieckiego U-Boota.
Wyspę na Nilu w egipskim Asuanie, na której istnieje ogród botaniczny, nazwano „Wyspą Kitchenera”.

## Życiorys

### Wczesne lata życia
Kitchener urodził się w irlandzkim hrabstwie Kerry. Był synem podpułkownika Henry’ego Horatio Kitchenera i Frances Anne Chevallier-Cole, córki wielebnego Johna Chevalliera. Rodzina Kitchenera pochodziła z Anglii, dopiero jego ojciec zakupił ziemię w Irlandii. Matka Horatia zmarła w 1864 r. na gruźlicę. Rodzina przeprowadziła się w czasie jej choroby do Szwajcarii. Kitchener kształcił się w szkołach szwajcarskich, a następnie w Royal Military Academy w Woolwich. Podczas wojny francusko-pruskiej Kitchener zaciągnął się do armii francuskiej, ale ojciec ściągnął go z powrotem do Anglii, kiedy Horatio zachorował na zapalenie płuc, oglądając z balonu obserwacyjnego walki armii francuskiej w dolinie Loary. Jego udział w wojnie naruszał brytyjską neutralność, za co Kitchener został upomniany przez naczelnego dowódcę armii księcia Cambridge. Następnie Kitchener służył w Palestynie, Egipcie i na Cyprze. Nauczył się wówczas arabskiego. Przygotował również dokładne mapy topograficzne tych terenów.

### Zachodnia Palestyna
W 1874 r. Kitchener został przydzielony do Palestine Exploration Fund z zadaniem opracowania map Palestyny. Zastąpił Charlesa Tyrwhitta-Drake'a, który zmarł na malarię. Kitchener, wówczas oficer Royal Engineers, pracował wspólnie z innym członkiem RE, Claude'em R. Conderem, pomiędzy 1874 a 1877, z przerwą w 1875 r., po ataku Arabów na Safed. Kitchener i Conder opracowali mapy obecnego Izraela, Zachodniego Brzegu oraz Strefy Gazy.
Działania Kitchenera i Condera zyskały miano „badania Zachodniej Palestyny”, gdyż koncentrowały się na terenach położonych na zachód od rzeki Jordan. Badacze zbierali informacje topograficzne i toponimiczne, a także dane o miejscowej faunie i florze. Rezultaty ich badań zostały opublikowane w ośmiu tomach, z czego Kitchener miał wkład w powstanie trzech pierwszych tomów. Były one publikowane w latach 1881-1885.

### Kampanie w Sudanie
Po badaniach w Zachodniej Palestynie Kitchener został wicekonsulem w Anatolii. W 1883 r. został kapitanem w wojsku egipskim. Rok później był szefem wywiadu armii generała Garneta Wolseleya, wysłanej na odsiecz oblężonemu w Chartumie przez mahdystów generałowi Gordonowi. Kitchener zajął wysunięte stanowisko niedaleko Debby, przy zakolu Nilu, 350 km od Chartumu. Z Gordonem utrzymywał łączność poprzez kurierów. W tym czasie zmarła w Kairze na tyfus narzeczona Kitchenera, Hermione Baker. Kitchener nigdy się nie ożenił i nie pozostawił potomstwa.
Pod koniec lat 80. Kitchener został gubernatorem Terytoriów Morza Czerwonego w randze pułkownika. W 1892 r. został naczelnym dowódcą armii egipskiej i uzyskał stopień generała-majora. W 1896 r. otrzymał dowodzenie nad wojskami biorącymi udział w kolejnej inwazji na Sudan. W ciągu 2-letniej kampanii Kitchener, ponosząc stosunkowo małe straty, zajął dogodne pozycje do ataku na stolicę mahdystów, Omdurman. 2 września 1898 r. pokonał armię mahdystów i w ciągu roku doprowadził do stłumienia rebelii. W 1898 r. przyczynił się do rozwiązania metodami pokojowymi brytyjsko-francuskiego sporu w Faszodzie.

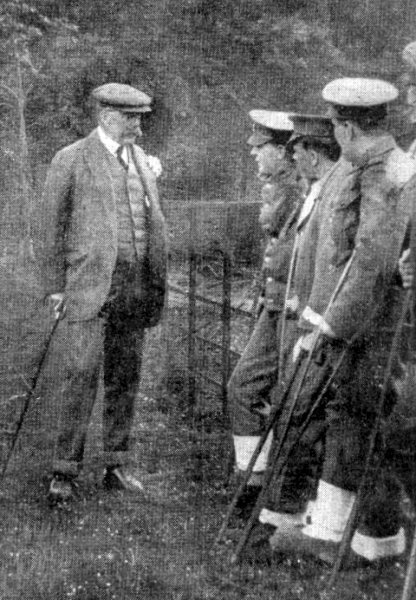
Lord Kitchener odwiedza rannych żołnierzy w Broome Park w 1915 r.

Za zwycięską kampanię w Sudanie generał otrzymał tytuł 1. barona Kitchener oraz związane z nim miejsce w Izbie Lordów, stanowisko adiutanta królowej Wiktorii oraz Krzyż Komandorski Orderu Łaźni. Spotkała go także krytyka za brutalne i niehumanitarne prowadzenie wojny. Sam Kitchener odnosił się do mahdystów z okrucieństwem i pogardą. Zabraniał udzielania pomocy medycznej rannym rebeliantom. Po zdobyciu Omdurmanu, kiedy Anglicy sprofanowali grób Mahdiego, Kitchener zatrzymał jego głowę jako zdobycz wojenną. Podobno chciał ją przerobić na puchar lub kałamarz. Kiedy wieści o tym dotarły do opinii publicznej, podniosły się głosy oburzenia i generał musiał napisać do królowej list z wyjaśnieniami. Głowę Mahdiego przejął brytyjski konsul generalny w Egipcie, Evelyn Baring, i pochował ją na cmentarzu w Wadi Halfie.

### II wojna burska
W 1899 r. Kitchener przybył do południowej Afryki, gdzie został szefem sztabu lorda Robertsa podczas II wojny burskiej. W listopadzie 1900 r., po rozbiciu regularnych sił burskich, Kitchener przejął dowodzenie nad całością brytyjskich sił uczestniczących w wojnie. Następnie prowadził z przywódcami burskimi rokowania pokojowe, które zakończyły się fiaskiem w lutym 1901 r., z powodu sprzeciwu rządu brytyjskiego.
Wobec fiaska rozmów pokojowych Kitchener rozpoczął brutalną kampanię przeciwko burskim partyzantom. Obliczona ona była na pozbawienie partyzantów zaplecza w postaci ludności cywilnej. W tym celu palono farmy, zabijano zwierzęta gospodarskie, a kobiety, dzieci i starcy byli umieszczani w obozach koncentracyjnych. W 1902 r., po 6-miesięcznych negocjacjach, podpisano traktat pokojowy w Vereeniging, który ostatecznie zakończył wojnę.
W tym czasie Kitchener popadł w konflikt z brytyjskim gubernatorem Kolonii Przylądkowej, Alfredem Milnerem. Milner dążył do tego, aby po zakończonej wojnie poddać Burów przymusowej anglicyzacji. Kitchener opowiadał się za przyznaniem Burom równych praw wobec Anglików oraz stworzeniem warunków, aby południowa Afryka mogła uzyskać autonomię. Wobec przedłużającej się wojny rząd brytyjski poparł Kitchenera. Po podpisaniu traktatu pokojowego Kitchener został awansowany do stopnia pełnego generała oraz otrzymał tytuł 1. wicehrabiego Kitchener.

### W Indiach i Egipcie
Po zakończeniu wojny w Afryce Południowej Kitchener został przeniesiony do Indii, gdzie w 1902 r. został naczelnym dowódcą wojsk brytyjskich w tej kolonii. Jego kadencja upłynęła w 1907 r., ale przedłużono ją o 2 lata. W tym czasie Kitchener zreorganizował Armię Indyjską. Popadł również w spór z wicekrólem, lordem Curzonem, na temat obecności wojskowych w Radzie Indii. Curzon nie zdołał uzyskać poparcia ze strony rządu i w 1905 r. podał się do dymisji. Stał się wówczas zawziętym wrogiem generała. Podczas pobytu w Indiach Kitchener złamał nogę na skutek upadku z konia.
W 1910 r. Kitchener otrzymał rangę marszałka polnego. Aspirował do godności wicekróla Indii, ale nie zyskał poparcia ministra ds. Indii, Johna Morleya, który sugerował, aby wysłać Kitchenera na Maltę, by objął stanowisko głównodowodzącego sił brytyjskich w basenie Morza Śródziemnego. Kitchener przybył wówczas do Londynu i próbował uzyskać wsparcie króla Edwarda VII. Jego kandydaturze sprzyjał także premier Asquith, jednak opór Morleya, który zagroził rezygnacją, sprawił, że ostatecznie w 1911 r. odmówiono Kitchenerowi stanowiska wicekróla.
Kitchener powrócił więc do Egiptu, gdzie został brytyjskim konsulem generalnym. 29 czerwca 1914 r. jego tytuł parowski podniesiono do rangi hrabiego. Ponieważ lord nie miał dzieci, w drodze wyjątku zezwolono, aby po jego śmierci tytuł mogło dziedziczyć jego rodzeństwo. Tak też się stało i po śmierci lorda Kitchenera w 1916 r. tytuł parowski odziedziczył jego młodszy brat, Henry.

### I wojna światowa i śmierć

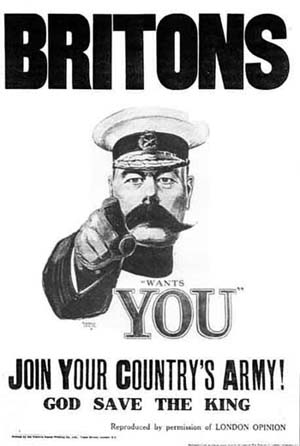
Kitchener zachęcający do wstępowania w szeregi armii. Brytyjski plakat z 1914 roku

Po wybuchu I wojny światowej w 1914 r. Kitchener przybył do Londynu, gdzie premier Asquith powierzył mu tekę ministra wojny. Wbrew opinii gabinetu Kitchener przewidywał, że wojna potrwa co najmniej trzy lata i pochłonie wiele ofiar. Rychło rozpoczęła się wielka kampania rekrutacyjna. Do wstępowania do wojska brytyjskiego zachęcał sam lord Kitchener, którego przedstawiono na słynnym plakacie „Lord Kitchener Wants You”. W 1915 r. Kitchener poparł plan pierwszego lorda Admiralicji Winstona Churchilla, dotyczący lądowania pod Gallipoli.
Fiasko tego lądowania oraz kryzys amunicyjny, który wybuchł w 1915 r., kiedy generał John French poskarżył się w gazetach na niewystarczające zaopatrzenie swoich wojsk w amunicję, podkopały pozycję Kitchenera w rządzie, ale z powodu poparcia społecznego Asquith pozostawił go na stanowisku w nowym rządzie koalicyjnym. Kontrolę nad produkcją amunicji przejęło jednak nowe Ministerstwo Uzbrojenia, na czele z Davidem Lloydem George’em.
5 czerwca 1916 r. lord Kitchener wypłynął z Scrabster do Scapa Flow na pokładzie HMS Oak. W Scapa Flow przesiadł się na krążownik HMS Hampshire, na pokładzie którego wyruszył do Rosji. Ok. 19:30 Hampshire wszedł na minę postawioną przez niemiecki okręt podwodny U-75 i zatonął na zachód od Orkadów. Lord Kitchener nie przeżył katastrofy. Jego ciała nigdy nie odnaleziono.